# Senusret II.
Kakeperre Senusret II. je bil četrti faraon Dvanajste egipčanske dinastije, ki je vladal od okoli 1897 pr. n. št. do 1878 pr. n. št.  
Senusret II se je zelo zanimal za oazo Faijum in začel graditi obsežen namakalni sistem od Bahr Yussefa do jezera Moeris. V El-Lahunu je zgradil nasip in mrežo namakalnih kanalov. Namen njegovega projekta je bil povečati obdelovalne površine na tem območju. Pomembnost projekta je želel poudariti s tem, da je kraljevsko nekropolo premaknil iz Dahšurja v El-Lahun, kjer je zgradil tudi svojo piramido. Ta lokacija je ostala politični kapital Dvanajste in Trinajste dinastije. V bližini nekropole je zgradi prvo znano delavsko naselje Senusrethotep (Kahun).
V nasprotju z njegovim naslednikom je vzdrževal dobre odnose s številnimi nomarhi (guvernerji), ki so bili skoraj tako bogati kot on. Šesto leto njegovega vladanja je dokazano na stenski sliki v grobnici nomarha Hnumhotepa II. v Beni Hasanu. 

## Vladanje

### Sovladar
Sovladanja egipčanskih vladarjev so pomemben podatek za razumevanje zgodovine Srednjega kraljestva in Dvanajste dinastije. Francoski egiptolog Claude Obsomer možnost sovladanja v Dvanajsti dinastiji v celoti zavrača. Robert D. Delia in nemški egiptolog 
Karl Jansen-Winkeln sta zato preučila Obsomerjevo delo in ugotovila, da so sovladanja obstajala. Skalni napis v Konossu je nedvomen dokaz o sovladanju Senusreta II. in Amenemheta II. in kasnejših sovladanj v Dvanajsti dinastiji. Kasnejša so razvidna predvsem iz dvojnih datiranj dokumentov.  Sovladanje Senusreta II. in Amenemheta II. je trajalo najmanj tri leta.

### Dolžina vladanja
Dolžini vladanj Senusreta II. in Senusreta III. sta  ključni za določitev kronologije Dvanajste dinastije. Torinski seznam kraljev Senusretu II. pripisuje 19 let vladanja,  Senusretu III. pa 30 let vladanja. To je veljalo do leta 1972, ko je ameriški egiptolog William Kelly Simpson  ugotovil,  da je najkasnejše dokazano leto vladanja Senusreta II. sedmo, Senusreta III. pa 19. leto. Kim Ryholt, profesor egiptologije na Univerzi Kopenhagen, dopušča možnost, da sta na seznamu imeni napačno urejeni.
Več egiptologov je leta 1997 objavilo podatek, da so na steli Kairo JE 59485 odkrili osmo in hkrati najvišje dokumentirano vladarsko leto Senusreta II.
Natančna dolžina vladanja Senusreta II. ostaja neznana. Številni sodobni egiptologi mu pripisujejo devet ali deset let vladanja.

### Domače dejavnosti
Faijumska oaza v Srednjem Egiptu je naseljena že več kot 8000 let. V Srednjem kraljestvu je postala pomembno gospodarsko središče, ker so jo  faraoni v tem obdobju z več razvojnimi projekti spremenili v kmetijsko, versko in turističnemu podobno središče. Oaza leži 80 km južno od Memfisa in ima razen obdelovalne  zemlje  tudi jezero Moeris, vir vode za namakanje polj.
Senusret II. je začel projekt izkoriščanja močvirnatih delov oaze za lov in ribolov. Začeta dela so nadaljevali njegovi nasledniki. Zaključil jih je njegov vnuk Amenemhet III.   Senusret II. je dal zgraditi jez in mrežo namakalnih kanalov, ki so se napajali iz jezera  Moeris.
V tistem času je izstopalo čaščenje krokodiljega boga Sobeka.

### Dejavnosti izven Egipta
Vladavina Senusreta II. je bila obdobje miru in blaginje brez dokumentiranih vojnih pohodov in cvetočim trgovanjem z Bližnjim vzhodom.

## Nasledstvo
Senusreta II. je nasledil sin Senusret III. Z njuno sovladanje ni nobenega trdnega dokaza. Edini mogoč dokaz je skarabej z imeni obeh vladarjev. Če je njuno sovladanje le bilo, je bilo zelo kratko, dolgo morda nekaj mesecev.

## Grobni zaklad
Leta 1899 je angleški egiptolog Flinders Petrie odkril čudovit zlat ureus z vstavki, ki je bil del plena iz izropane grobnice Senusreta II. Ureus je zdaj razstavljen v Kairskem muzeju. Egiptologi so na drugem mestu odkrili tudi grobnico Senusretove hčerke, princese Sitatoriunet. V njej so našli nekaj nakita, vključno s parom naprsnih plošč in krono ali diademom. Nakit je razstavljen v Metropolitan Museum v  New Yorku ali v Kairskem muzeju 
Leta 2009 so egipčanski arheologi objavili rezultate izkopavanj, ki jih je vodil egiptolog Abdul Rahman Al-Ayedi. Znanstveniki so v bližini piramide v El-Lahunu odkrili skrivališče mumij iz faraonskega obdobja v  živahno pobarvanih lesenih krstah. Mumije so bile prve, ki so jih odkrili v okolici piramide.

## Piramida
Piramida je bila zgrajena okoli skalnega izdanka, napolnjena z zidaki iz blata  in obložena s kamnitimi ploščami. Plošče so bile spete s kovinskimi sponami v obliki lastovičjega repa. Okoli jedra piramide je bil drenažni jarek, napolnjen s kamni. Faraon se je očitno bal, da bi piramido lahko poškodovala voda. 
Okoli piramide je osem mastab in majhna pomožna piramida. Obzidje je bilo obloženo z apnencem in okrašeno z nišami po zgledu na Džoserjevo piramido v Sakari. Mastabe so bile trdno grajene. V njih ali pod njimi niso odkrili pogrebnih prostorov, kar lahko pomeni, da so bile samo simbolične. Flinders Petrie tudi v pomožni piramidi ni odkril podzemnih prostorov.
Vhod v Senusretovo piramido je na južni strani in ne na severni, kot običajno. Vstopni jašek je bil po izgradnji zasut, komora za njim pa je imela videz  pogrebne komore, kar naj bi zavedlo roparje, da ne bi kopali naprej. 
Pravi vstopni jašek vodi v obokano komoro z globokim vodnjakom, povezanim morda s kultom Ozirisa. Iz komore so po nekaj hodnikih pride do predsobe in obokane pogrebne sobe s stransko sobo. V pogrebni sobi so odkrili velik sarkofag, večji od prehodov in predorov. V pogrebno sobo so ga očitno spustili od zgoraj po klančinah, ki so jih kasneje odstranili. Kamnito zunanjo oblogo piramide je odstranil Ramzes II. in jo uporabil za svojo piramido. Svoje dejanje je dokumentiral na napisu. 
|  |  |

## Sources
- Arnold, Dieter (2003). The Encyclopaedia of Ancient Egyptian Architecture. London: I.B Tauris & Co Ltd. ISBN 978-1-86064-465-8.
- Borchardt, Ludwig (1899).  Erman, A.; Steindorff, G. (ur.). »Der zweite Papyrusfund von Kahun und die zeitliche Festlegung des mittleren Reiches der ägyptische Geschichte«. Zeitschrift für ägyptische Sprache und Altertumskunde (v nemščini). Leipzig: J. C. Hinrichs'sche Buchhandlung (37): 89–103. ISSN 2196-713X.
- Callender, Gae (2004). »The Middle Kingdom Rennaissance (c.2055–1650 BC)«.  V Shaw, Ian (ur.). The Oxford History of Ancient Egypt. Oxford: Oxford University Press. str. 137–171. ISBN 978-0-19-815034-3.
- Clayton, Peter (1994). Chronicle of the Pharaohs. London: Thames & Hudson Ltd. ISBN 978-0-500-05074-3.
- de Morgan, Jacques; Bouriant, Urbain; Legrain, Georges Albert; Jéquier, Gustave; Barsanti, Alfred (1894). Catalogue des monuments et inscriptions de l'Ègypte (v francoščini). Vienne: Adolphe Holzhausen. OCLC 741162031.
- Delia, Robert D. (1997). »Sésostris Ier; Étude chronologique et historique de règne. Étude No. 5 by Claude Obsomer«. Journal of the American Research Center in Egypt (v francoščini): 267–268. doi:10.2307/40000813. ISSN 0065-9991.
- Dodson, Aidan; Hilton, Dyan (2004). The Complete Royal Families of Ancient Egypt. London: Thames & Hudson. ISBN 978-0-500-05128-3.
- Edwards, Iorwerth Eiddon Stephen (1985). The Pyramids of Egypt. New York: Penguin Books. ISBN 978-0-140-22549-5.
- Frey, Rosa A. (2001). »Illahun«.  V Redford, Donald B. (ur.). The Oxford Encyclopedia of Ancient Egypt, Volume 2. Oxford: Oxford University Press. str. 150–151. ISBN 978-0-19-510234-5.
- Gardiner, Alan H. (1945). »Regnal Years and Civil Calendar in Pharaonic Egypt«. The Journal of Egyptian Archaeology. 31 (1): 11–28. doi:10.2307/3855380. ISSN 0307-5133.
- Grimal, Nicolas (1992). A History of Ancient Egypt. Translated by Ian Shaw. Oxford: Blackwell publishing. ISBN 978-0-631-19396-8.
- Jansen-Winkeln, Karl (1997). »Zu den Koregenz der 12. Dynastie« (PDF). Studien zur Altägyptischen Kultur (v nemščini) (24): 115–135. ISSN 0340-2215.
- Lehner, Mark (2008). The Complete Pyramids. New York: Thames & Hudson. ISBN 978-0-500-28547-3.
- Leprohon, Ronald J. (2013). The Great Name: Ancient Egyptian Royal Titulary. Zv. Volume 33 of Writings from the ancient world. Atlanta: Society of Biblical Literature. ISBN 978-1-589-83736-2. {{navedi knjigo}}: |volume= ima odvečno besedilo (pomoč)
- Murnane, William J. (1977). »Ancient Egyptian Coregencies«. Studies in Ancient Oriental Civilization (SAOC). Chicago: The Oriental Institute of the University of Chicago (40). ISBN 978-0-918986-03-0. ISSN 0081-7554.
- Petrie, W. M. F. (1891). Illahun, Kahun and Gurob. London.
- Ryholt, Kim Steven Bardrum (1997). The Political Situation in Egypt during the Second Intermediate Period, c. 1800–1550 B.C. CNI publications, 20. Copenhagen: Museum Tusculanum Press: University of Copenhagen. ISBN 978-87-7289-421-8.
- Schneider, Thomas (2006). »The relative chronology of the Middle Kingdom and the Hyksos Period (Dyns. 12–17)«.  V Hornung, Erik; Krauss, Rolf; Warburton, David A. (ur.). Ancient Egyptian Chronology. Leiden, Boston: Brill. str. 168–196. ISBN 978-90-04-11385-5.
- Shaw, Ian, ur. (2004). The Oxford History of Ancient Egypt. Oxford: Oxford University Press. ISBN 978-0-19-815034-3.
- Simpson, W. K. (n.d.). LA V900.
- Simpson, William Kelly (2001). »Twelfth Dynasty«.  V Redford, Donald B. (ur.). The Oxford Encyclopedia of Ancient Egypt, Volume 3. Oxford: Oxford University Press. str. 453–457. ISBN 978-0-19-510234-5.
- Stone, Mark (1997). »Reading the Highest Attested Date for Senwosret II: Stela Cairo JE 59485«. Göttinger Miszellen (159): 91–100. ISSN 0344-385X.
- Verner, Miroslav (2001e). The Pyramids: The Mystery, Culture and Science of Egypt's Great Monuments. New York: Grove Press. ISBN 978-0-8021-1703-8.
- Verner, Miroslav (2002). The Pyramids: The Mystery, Culture, and Science of Egypt's Great Monument. New York: Grove Press.
- von Beckerath, Jürgen (1995). »Nochmals zur Chronologie der XII. Dynastie«. Orientalia. Gregorian Biblical Press. 64 (4): 445–449. ISSN 0030-5367.
- Wilfong (2001). »Faiyum«.  V Redford, Donald B. (ur.). The Oxford Encyclopedia of Ancient Egypt, Volume 1. Oxford: Oxford University Press. str. 496–497. ISBN 978-0-19-510234-5.
- Yurco, Frank (2014). »Black Athena: An Egyptological Review«.  V Lefkowitz, Mary; Rogers, Guy Maclean (ur.). Black Athena Revisited. Chapel Hill: University of North Carolina Press. str. 62–100. ISBN 978-0-8078-4555-4.